# Ґолухово
Ґолухово (пол. Gołuchowo, нім. Golchau) — село в Польщі, у гміні Хростково Ліпновського повіту Куявсько-Поморського воєводства.
Населення — 32 особи (2011).
У 1975-1998 роках село належало до Влоцлавського воєводства.

## Демографія
Демографічна структура станом на 31 березня 2011 року:
|          | Загалом | Допрацездатний вік | Працездатний вік | Постпрацездатний вік |
| -------- | ------- | ------------------ | ---------------- | -------------------- |
| Чоловіки | 16      | 4                  | 12               | 0                    |
| Жінки    | 16      | 4                  | 10               | 2                    |
| Разом    | 32      | 8                  | 22               | 2                    |